# Enol

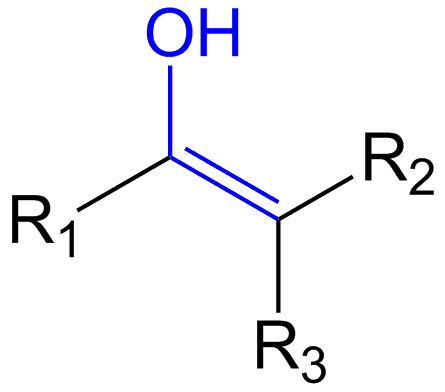
Algemene structuurformule van een enol.

Een enol of alkenol is in de organische chemie een functionele groep. Enolen bevatten een hydroxylgroep die rechtstreeks aan een dubbele binding gebonden is. Het zijn dus gesubstitueerde derivaten van de verbinding vinylalcohol, het meest eenvoudige (doch niet isoleerbare) enol.

## Stabiliteit
Enolen zijn in het algemeen niet stabiel: ze zijn in evenwicht met hun tautomere aldehyde of keton. Doorgaans ligt het evenwicht sterk aan de zijde van het aldehyde of keton. De reden hiervoor is dat een carbonylgroep een zeer stabiele functionele groep is.
Cyclische enolen zijn vaak stabieler dan de overeenkomstige open enolen. Bepaalde structurele elementen kunnen bijdragen aan het verhogen van de stabiliteit van het enol. Zo is fenol de enolvorm van cyclohexadienon. De drijvende kracht bij de tautomerisatie is de winst aan aromatische stabiliteit bij fenol:
Een voorbeeld van een relatief stabiel open enol is het enol van acetylaceton. De reden hiervoor is tweeledig: de dubbele binding staat geconjugeerd met een der beide carbonylgroepen en er is mogelijkheid tot intramoleculaire waterstofbrugvorming.

## Eendiol
Eendiolen zijn verbindingen waarbij op de dubbele binding vicinaal twee hydroxylgroepen staan gesubstitueerd. Eendiolen zijn reactieve intermediaren bij de Lobry de Bruyn-Alberda van Ekenstein-transformatie:
| Een belangrijk voorbeeld van een stabiel eendiol is ascorbinezuur (vitamine C), hiernast weergegeven met de (sterke) intramoleculaire waterstofbruggen (stippellijnen): |

## Enolaten
Deprotonatie van enolen leidt tot enolaationen. Zij kunnen gebruikt worden als nucleofielen bij talrijke organische reacties.